# PDF.js
PDF.js è una libreria scritta in JavaScript che converte i file PDF in HTML5 per poter leggere i documenti online all'interno del browser seguendo gli standard web. Il progetto è condotto dalla Mozilla Foundation, la quale lanciò PDF.js nel 2011. Inizialmente fu sviluppato come estensione per Firefox da Andreas Gal come esperimento, ed è oggi guidato da Mozilla Corporation.
PDF.js funziona come parte di un sito o di un browser. È disponibile come estensione di Mozilla Firefox ed è utilizzato giornalmente da circa 125.000 utenti a giugno 2015. Una versione di PDF.js (non come estensione) è inclusa in Mozilla Firefox a partire dalla versione 15 ed è abilitato di default a partire dalla 19. Nel 2023 è stato aggiunto anche a Firefox per Android (versione 111). Esiste inoltre un plugin per Chrome, per Pale Moon e SeaMonkey, ed è incluso in ownCloud e in Thunderbird. È anche incluso in Nextcloud ed è impiegato da numerose web application tra cui Dropbox, Slack e LinkedIn Learning per l’anteprima dei file PDF.
Il progetto è stato creato per fornire un modo per visualizzare i documenti PDF in modo nativo nel browser web, evitando potenziali rischi per la sicurezza quando si aprono documenti PDF al di fuori di un browser, in quanto il codice per la visualizzazione del documento è sandboxato in un browser. La sua implementazione utilizza l'elemento Canvas di HTML5, che consente una velocità di rendering elevata.
Secondo i benchmark di Mozilla, PDF.js offre buone prestazioni di visualizzazione per la maggior parte dei file PDF comuni, anche se potrebbe mostrare rallentamenti o problemi di resa con documenti di grandi dimensioni o con molte immagini. Supporta gran parte delle specifiche PDF, compresi i moduli (form) e l’XFA, ma alcune funzionalità opzionali non sono ancora completamente implementate, come i profili colore ICC, i colori spot, la simulazione di sovrastampa, i gruppi di trasparenza (knockout/isolation) e la stampa ad alta fedeltà. Le prestazioni e l’affidabilità di PDF.js variano a seconda del browser: Chrome e Firefox sono le piattaforme con supporto completo e test automatici.